# Diagramma termodinamico

Diagramma di stato p-V-T, rappresentativo di tutti gli stati termodinamici di un sistema ad un componente.

Con il termine diagramma termodinamico si fa riferimento a un diagramma (generalmente in 2 o 3 dimensioni) in cui come coordinate compaiono grandezze termodinamiche (ad esempio temperatura, pressione, volume, entalpia, energia libera).

## Tipologie di diagrammi termodinamici
Per rappresentare i possibili stati termodinamici che un sistema può assumere, si fa uso di particolari diagrammi termodinamici, chiamati "diagrammi di stato", i quali riassumono graficamente le dipendenze reciproche tra le variabili di stato.
In particolare in un diagramma p-V-T possono essere rappresentati tutti gli stati termodinamici di un particolare sistema ad un componente, mentre per rappresentare sistemi in cui una delle variabili di stato è costante si utilizzano:
- diagramma pV-p (o piano di Amagat)
- diagramma p-V (o piano di Clapeyron)[1][2]
- diagramma T-S (o diagramma entropico)[1]
- diagramma p-T (o diagramma di fase o diagramma di stato per sostanze pure)
- diagramma p-H (o piano del frigorista)
- diagramma H-S (o diagramma di Mollier).[1]

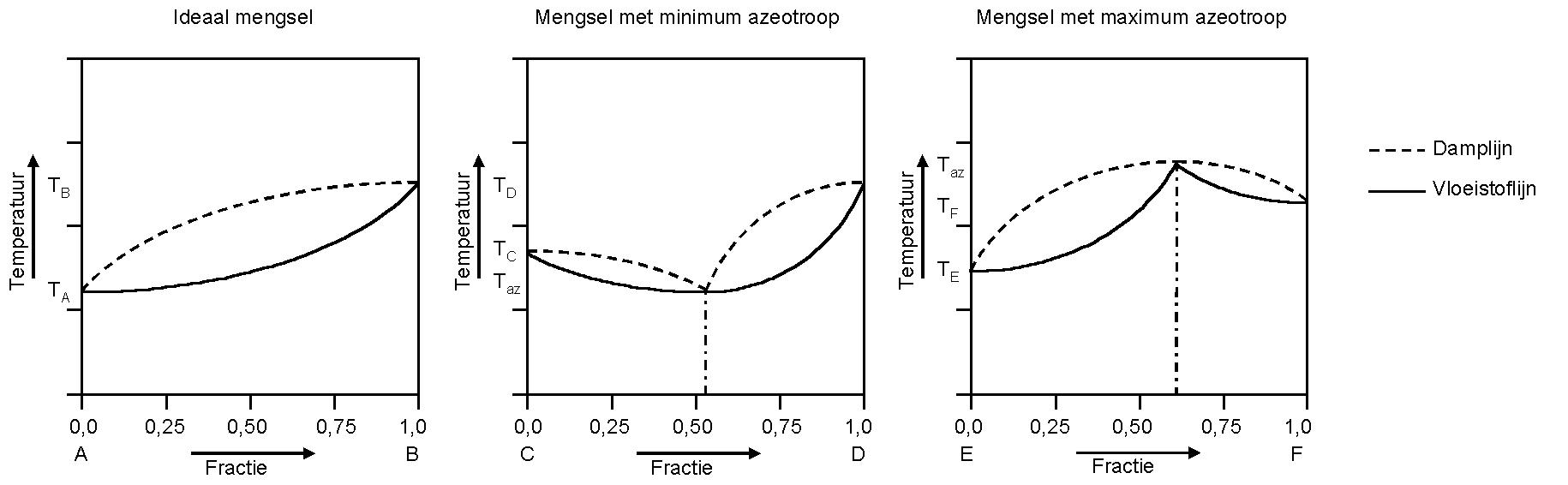
Esempi di diagrammi T-x per una miscela liquido-vapore.

Nel caso in cui si voglia considerare anche una variazione nella composizione del sistema, bisogna riferirsi alla composizione, esprimibile ad esempio dalla frazione molare {\displaystyle x}, ad esempio:
- diagramma p-x (o diagramma di fase o diagramma di stato per miscele)
- diagramma T-x (o diagramma di fase o diagramma di stato per miscele)
- diagramma H-x
- diagramma G-x.

Esistono poi dei diagrammi più specifici, utilizzati per descrivere particolari trasformazioni o sistemi, ad esempio:
- diagramma psicrometrico: per miscele acqua-aria a pressione costante
- diagramma x-y (o curva di equilibrio): per sistemi liquido-vapore (utilizzata ad esempio nel Metodo di McCabe-Thiele)
- diagramma Q-T
- diagramma cp-T.

Quelli descritti sono alcuni dei diagrammi termodinamici utilizzati per descrivere lo stato di un dato sistema. Possono essere utilizzate molteplici combinazioni di variabili termodinamiche per costruire un diagramma termodinamico. In questa maniera si può valutare graficamente l'effetto della variazione di una variabile termodinamica su di un'altra variabile.

## Luoghi di un diagramma termodinamico classificati per grado di libertà
In un diagramma termodinamico bidimensionale sono rappresentati stati termodinamici con varianza (o grado di libertà) pari a:
- 0: sistemi zero-varianti, rappresentati da un punto (ad esempio, punto critico, punto triplo, punto eutettico)
- 1: sistemi mono-varianti, rappresentati da una curva (ad esempio, curva di liquidus (o liquido saturo), curva di vaporus (o vapore saturo), isoterma, isobara, isocora, isoentalpica, isoentropica, adiabatica)
- 2: sistemi bi-varianti, rappresentati da una area (ad esempio, le zone relative a solido, liquido, gas ideale, gas reale, equilibrio liquido-vapore, fluido supercritico)

Possiamo immaginare la varianza come i gradi di libertà di un punto costretto a muoversi nella regione geometrica di pertinenza del sistema considerato: per esempio, nel caso di un sistema a temperatura costante (isoterma) possiamo muoverci lungo una sola coordinata curvilinea, quindi la varianza è 1, mentre per un sistema di cui siano fissate due variabili di stato la varianza è 0, in quanto non è possibile muoverci dal punto considerato. Possiamo associare questi movimenti del punto geometrico ad una particolare trasformazione termodinamica, e possiamo immaginare il punto stesso come uno stato termodinamico. Quindi ogni stato termodinamico, essendo rappresentato da un punto, ha varianza nulla.
La varianza di un sistema termodinamico qualsiasi può essere calcolata rigorosamente applicando la regola delle fasi.